# مؤتمر أم الشكاك
مؤتمر أم شكاك أو تجمع ام شكاك هو مؤتمر انعقد من قبل أعيان القبائل الصحراوية خلال الإحتلال الإسباني للصحراء تزامنا مع عودة ملك المغرب محمد الخامس من المنفى في مارس 1956 الموافق لـ 1376 هـ في بلدة أم الشكاك الواقعة بين مدينتي العيون والسمارة.

## عقد المؤتمر
بعد عودة الملك محمد الخامس من منفاه في مدغشقر في 16 نونبر 1955، أقام الشيخ محمد الأغظف بن الشيخ ماء العينين احتفالا في الساحة التي أصبحت حاليا قصر المؤتمرات لمدينة عيون الساقية الحمراء، بحضور ممثلي وأعيان القبائل الصحراوية والإحتلال الإسباني الذذي حاول منع التجمع، لكن الشيخ أصر على عليه حيث صرح لحاكم المنطقة الكولونيل الإسباني مولير : «"بالأمس القريب كتب لكم أن تتغلبوا وتحكموا علينا، و رضينا بحكم الله واليوم أراد الله أن ينصر الإسلام برجوع ملك المسلمين جلالة الملك محمد الخامس وولي عهده ومن الله علينا بحريتنا وكرامتنا فما عليكم إلا أن تسلموا بالواقع فقد يقال يوم لنا ويوم علينا"» مناشدا بعقد مؤتمر في 15 ابريل 1956 في منطقة أم الشكاك الواقعة بين مدينتي العيون والسمارة. في التاريخ المعلوم، توجه أعيان ورؤساء القبائل الصجراوية إلى المنطقة في أكبر تجمع حضره 5000 شخص من قبائل الرقيبات، والقواسم والساحل وأزرقيون وأولاد الدلايم وآية الحسن وأهل العينين والعروسيون وأولاد تيدرارين وفيلالا وتوبالت والفويكات ولميار والمناصر وياقوت. استمر المؤتمر لمدة ثمانية أيام تولى الشيخ محمد الاغظف جميع تكاليفه بالرغم من التضييق من قبل الجيش الإسباني.

## نتائج المؤتمر
خلص المؤتمر لمرحلة ما بعد استقلال الشمال وضرورة العمل على استقلال الجنوب المغربي. فتم انتخاب وفد مكلف بالسفر إلى الرباط لتقديم فروض الطاعة والولاء باسم الجميع إلى الملك محمد الخامس ورفع قرارات المؤتمر للدوائر الرسمية بالرباط.
اتخذ المؤتمر أربعين قرارا أبرزها:
1. يجب أن يرفرف العلم المغربي فوق الصحراء المغربية كلها.
2. يجب أن لا تدفع الضرائب للسلطات الاستعمارية إلاّ بأمر من ملك البلاد.
3. يجب محاربة السياسية الاستعمارية التي تستهدف تقسيم المغرب.
4. تصميم الصحراويين على النضال ضد الاسبان إذا حالوا دون تحقيق الاستقلال.
5. إرسال بعثة إلى الرباط للاعتراف بالملك محمد الخامس، بوصفه السلطة الوحيدة المعترف بها من قبل سكان الساقية الحمراء ووادي الذهب.

## مقابلة الملك
في 3 مايو 1956، انطلق الوفد المعين من منطقة أم الشكاك إلى العاصمة الرباط، حيث استقبلهم الملك محمد الخامس، وقدم له لعبادلة ابن الشيخ محمد الأغظف خلاصة المؤتمر وتفاصيل الوضع في الأقاليم الصحراوية في ظل الإستعمار الإسباني.